# تيم كينكايد
تيم كينكايد (بالإنجليزية: Tim Kincaid)‏ (و. 1944  م) هو ممثل، ومخرج أفلام، وكاتب سيناريو، ومنتج أفلام أمريكي، ولد في سانتا باربارا، كاليفورنيا.

## وصلات خارجية
- تيم كينكايد على موقع IMDb (الإنجليزية)
- تيم كينكايد على موقع ألو سيني (الفرنسية)
- تيم كينكايد على موقع أول موفي (الإنجليزية)
- تيم كينكايد على موقع قاعدة بيانات الأفلام السويدية (السويدية)
- تيم كينكايد على موقع قاعدة بيانات الفيلم (الإنجليزية)
- تيم كينكايد على موقع كينوبويسك (الروسية)